# Mohand al-Shehri
Pour les articles homonymes, voir al-Shehri.
Mohand al-Shehri (en arabe : مهند الشهري), né le 17 août 1979 à 'Asir en Arabie saoudite et mort le 11 septembre 2001 est un membre d'Al-Qaïda et l'un des pirates de l'air du vol 175 United Airlines, qui a été détourné pour s'écraser dans la deuxième tour du World Trade Center dans le cadre des attentats du 11 septembre 2001.

## Attentats du 11 septembre 2001
Le 11 septembre, il embarqua à bord du vol 175 United Airlines et s'assit en siège 2B. Une demi-heure après le décollage, il participa au détournement de l'avion, en assassinant les pilotes Victor Saracini et Michael Horrocks. Marwan al-Shehri prit les commandes de l'avion qui s'écrasa contre la tour sud du World Trade Center à 9 h 03.